# District de Faratsiho
Faratsiho est un district de Madagascar, situé dans la partie sud de la province d'Antananarivo, dans la région de Vakinankaratra.